# Les Huîtres
Les Huîtres est une nouvelle d'Anton Tchekhov, parue en 1884.

## Historique
Les Huîtres est initialement publiée dans la revue russe Le Réveil-matin, no 48, du 6 décembre 1884, signée A. Tchékhonté.

## Résumé
Un garçon de huit ans souffrant de la faim mendie avec son père devant un restaurant à Moscou. Victime d’hallucinations, il devine sur l’enseigne du restaurant le mot huître. « C’est quoi ? » demande-t-il à son père. « Une espèce d’animal qui vit dans la mer ». L’enfant se met à rêver d’une soupe qui aurait le goût du poisson et du homard.
Il veut goûter aux huîtres et des clients qui rient de son ignorance l’invitent à en goûter ; c’est gluant et ne sachant comment la manger, il mord la coquille.
Durant la nuit, il est réveillé par la soif et par son père qui se plaint qu'il n'a rien mangé aujourd’hui.

## Édition française
- Les Huîtres, traduit par Madeleine Durand et André Radiguet (révisé par Lily Denis), in Œuvres I, Paris, Éditions Gallimard, coll. « Bibliothèque de la Pléiade » no 197, 1968  (ISBN 978-2-07-0105-49-6).